# シェーンラインシュトラーセ駅

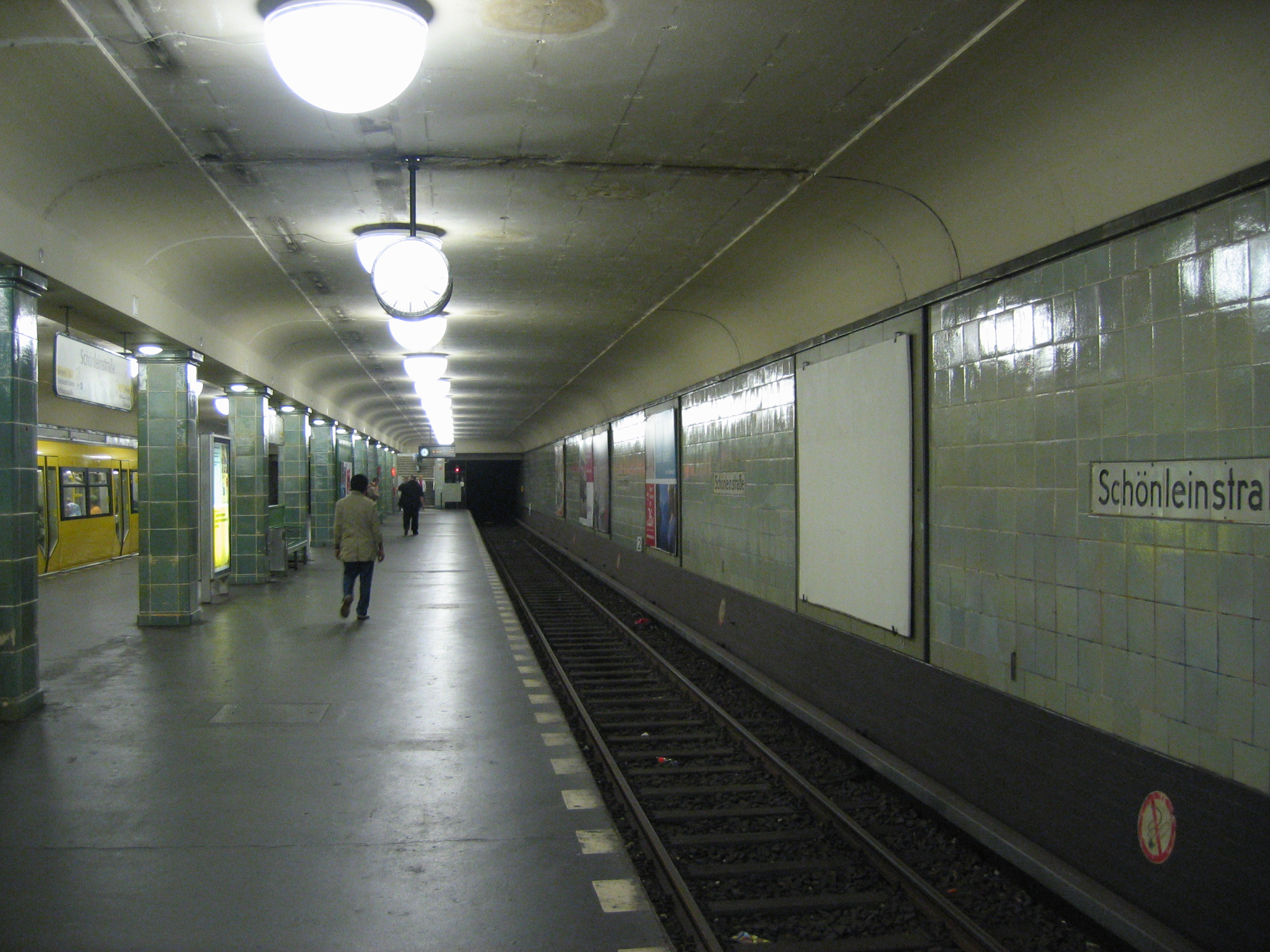
地下鉄シェーンラインシュトラーセ駅構内

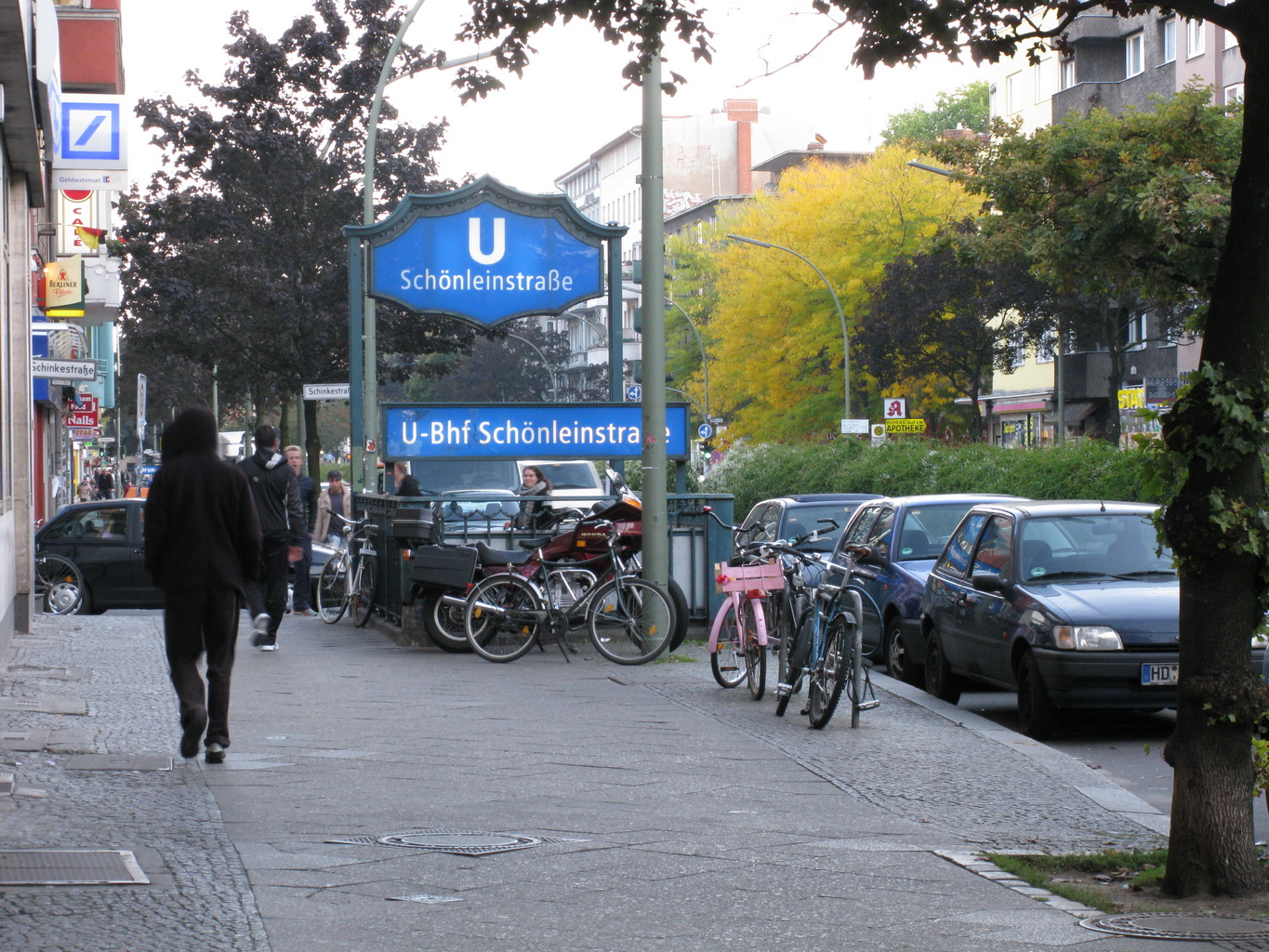
コットブッサー・ダム沿いの北東出口

シェーンラインシュトラーセ駅はベルリン地下鉄8号線の駅。コットブッサー・ダム通り沿いの地下、シンケン通りとシェーンライン通りの間にあり、クロイツベルク地区とノイケルン地区の境界に位置する。1951年から1992年まではコットブッサー・ダム駅という名称であった。

## 歴史と概要
駅の名前にもなっている通りの名前は、結核の研究者でフリードリヒ・ヴィルヘルム4世の侍医であったヨハン＝ルーカス・シェーンラインに由来する。設計・建設段階の仮称はボェックシュトラーセであったが、1927年7月17日の開業直前に改称された。
ベルリンの地下鉄の多くの駅がそうであるように設計はアルフレート・グレナンダーによる。開通から1928年までは、当時の地下鉄D線の北側の終点駅であった。